# ليمنوبيم
ليمنوبيم (باللاتينية: Limnobium) وهو من عائلة الحب مائية، نبات مائي طافي، يعطي ظل في الحوض .